# Keema
Keema – wieś w Estonii, w prowincji Võru, w gminie Sõmerpalu.